# Kerivoula hardwickii
Kerivoula hardwickii é uma espécie de morcego da família Vespertilionidae. Pode ser encontrada na China, Índia, Indonésia, Laos, Malásia, Myanmar, Filipinas, Sri Lanka e Tailândia.